# Streptogyna
Streptogyna,  es un género de plantas herbáceas de la familia de las gramíneas o poáceas. Es originario de África, India, Centro y Sur de América.

## Citología
El número cromosómico básico es x = 12, con números cromosómicos somáticos de 2n = 24. diploides.

## Especies
- Streptogyna americana
- Streptogyna crinita
- Streptogyna gerontogaea